# Frontières extérieures de l'Union européenne
 (août 2025).
Si vous disposez d'ouvrages ou d'articles de référence ou si vous connaissez des sites web de qualité traitant du thème abordé ici, merci de compléter l'article en donnant les références utiles à sa vérifiabilité et en les liant à la section « Notes et références ».
 (août 2025).
Les frontières extérieures de l'Union européenne sont constituées des frontières terrestres que les États membres partagent avec les États tiers limitrophes de l'Union,. 
Quelques de cettes frontières sont fortifiées.
L'UE partage des frontières terrestres avec 21 pays et trois dépendances.

## Liste
| Union européenne                      | Frontières extérieures de l'UE | Frontières extérieures de l'UE | Frontières extérieures de l'UE | pays voisin                        | désignation sommaire                                                                                                |
| Union européenne                      | 14 303 km                      | 14 303 km                      | 14 303 km                      | pays voisin                        | désignation sommaire                                                                                                |
| ------------------------------------- | ------------------------------ | ------------------------------ | ------------------------------ | ---------------------------------- | --- |
| Suède                                 | 1 619 km                       | 1 619 km                       | 2 346 km                       | Norvège                            | 2 346 km frontière nord de l'UE.                                                                                    |
| Finlande                              | 2 040 km                       | 0727 km.                       | 2 346 km                       | Norvège                            | 2 346 km frontière nord de l'UE.                                                                                    |
| Finlande                              | 2 040 km                       | 1 313 km                       | 1 895 km                       | Russie                             | 4 695 km frontière est de l'UE.                                                                                     |
| Estonie                               | 0290 km                        | 0290 km                        | 1 895 km                       | Russie                             | 4 695 km frontière est de l'UE.                                                                                     |
| Lettonie                              | 0463 km                        | 0292 km                        | 1 895 km                       | Russie                             | 4 695 km frontière est de l'UE.                                                                                     |
| Lettonie                              | 0463 km                        | 0171 km                        | 1 091 km                       | Biélorussie                        | 4 695 km frontière est de l'UE.                                                                                     |
| Lituanie                              | 0502 km                        | 0502 km                        | 1 091 km                       | Biélorussie                        | 4 695 km frontière est de l'UE.                                                                                     |
| Pologne                               | 0953 km                        | 0418 km                        | 1 091 km                       | Biélorussie                        | 4 695 km frontière est de l'UE.                                                                                     |
| Pologne                               | 0953 km                        | 0535 km                        | 1 090 km                       | Ukraine                            | 4 695 km frontière est de l'UE.                                                                                     |
| Slovaquie                             | 0090 km                        | 0090 km                        | 1 090 km                       | Ukraine                            | 4 695 km frontière est de l'UE.                                                                                     |
| Hongrie                               | 0103 km                        | 0103 km                        | 1 090 km                       | Ukraine                            | 4 695 km frontière est de l'UE.                                                                                     |
| Roumanie                              | 0981 km                        | 0362 km                        | 1 090 km                       | Ukraine                            | 4 695 km frontière est de l'UE.                                                                                     |
| Roumanie                              | 0981 km                        | 0450 km                        | 0450 km                        | Moldavie                           | 4 695 km frontière est de l'UE.                                                                                     |
| Roumanie                              | 0981 km                        | 0169 km                        | 0169 km                        | Ukraine                            | 4 695 km frontière est de l'UE.                                                                                     |
| Bulgarie                              | 0270 km                        | 0270 km                        | 0462 km                        | Turquie                            | 462 km frontière sud-est de l'UE.                                                                                   |
| Grèce                                 | 0192 km                        | 0192 km                        | 0462 km                        | Turquie                            | 462 km frontière sud-est de l'UE.                                                                                   |
| Chypre                                | 0181 km                        | 0181 km                        | 0181 km                        | Chypre du Nord                     | Nations unies : Ligne verte (Chypre).                                                                               |
| Chypre                                | 0152 km                        | 0152 km                        | 0152 km                        | Royaume-Uni (Akrotiri et Dhekelia) | bases militaires Akrotiri et Dhekelia.                                                                              |
| Lituanie                              | 0227 km                        | 0227 km                        | 0437 km                        | Russie                             | Enclave de Kaliningrad.                                                                                             |
| Pologne                               | 0210 km                        | 0210 km                        | 0437 km                        | Russie                             | Enclave de Kaliningrad.                                                                                             |
| Autriche                              | 0125 km                        | 0125 km                        | 1 811 km                       | Suisse                             | Longueur totale 1 846 km (environ, sans Büsingen et Campione, opinions différentes concernant le lac de Constance). |
| Italie                                | 0740 km                        | 0740 km.                       | 1 811 km                       | Suisse                             | Longueur totale 1 846 km (environ, sans Büsingen et Campione, opinions différentes concernant le lac de Constance). |
| France                                | 0573 km                        | 0573 km.                       | 1 811 km                       | Suisse                             | Longueur totale 1 846 km (environ, sans Büsingen et Campione, opinions différentes concernant le lac de Constance). |
| Allemagne                             | 0334 km                        | 0334 km.                       | 1 811 km                       | Suisse                             | Longueur totale 1 846 km (environ, sans Büsingen et Campione, opinions différentes concernant le lac de Constance). |
| Autriche                              | 0074 km                        | 0039 km                        | 1 811 km                       | Suisse                             | Longueur totale 1 846 km (environ, sans Büsingen et Campione, opinions différentes concernant le lac de Constance). |
| Autriche                              | 0074 km                        | 0035 km                        | 0035 km                        | Liechtenstein                      | Longueur totale 1 846 km (environ, sans Büsingen et Campione, opinions différentes concernant le lac de Constance). |
| Croatie                               | 1 198 km                       | 0025 km                        | 0025 km                        | Monténégro                         | longeurs pour les Balkans occidentaux : 2 819 km.                                                                   |
| Croatie                               | 1 198 km                       | 0932 km                        | 0932 km                        | Bosnie-Herzégovine                 | longeurs pour les Balkans occidentaux : 2 819 km.                                                                   |
| Croatie                               | 1 198 km                       | 0241 km                        | 1 186 km                       | Serbie                             | longeurs pour les Balkans occidentaux : 2 819 km.                                                                   |
| Hongrie                               | 0151 km                        | 0151 km                        | 1 186 km                       | Serbie                             | longeurs pour les Balkans occidentaux : 2 819 km.                                                                   |
| Roumanie                              | 0476 km                        | 0476 km                        | 1 186 km                       | Serbie                             | longeurs pour les Balkans occidentaux : 2 819 km.                                                                   |
| Bulgarie                              | 0466 km                        | 0318 km                        | 1 186 km                       | Serbie                             | longeurs pour les Balkans occidentaux : 2 819 km.                                                                   |
| Bulgarie                              | 0466 km                        | 0148 km                        | 0394 km                        | Macédoine du Nord                  | longeurs pour les Balkans occidentaux : 2 819 km.                                                                   |
| Grèce                                 | 0528 km                        | 0246 km                        | 0394 km                        | Macédoine du Nord                  | longeurs pour les Balkans occidentaux : 2 819 km.                                                                   |
| Grèce                                 | 0528 km                        | 0282 km                        | 0282 km                        | Albanie                            | longeurs pour les Balkans occidentaux : 2 819 km.                                                                   |
| Espagne                               | 0064 km                        | 0064 km                        | 0121 km                        | Andorre                            | longeur aux Micro-États européens (sans Liechtenstein): 167 km.                                                     |
| France                                | 0057 km                        | 0057 km                        | 0121 km                        | Andorre                            | longeur aux Micro-États européens (sans Liechtenstein): 167 km.                                                     |
| France                                | 0004 km                        | 0004 km                        | 0004 km                        | Monaco                             | longeur aux Micro-États européens (sans Liechtenstein): 167 km.                                                     |
| Italie                                | 0039 km                        | 0039 km                        | 0039 km                        | Saint-Marin                        | longeur aux Micro-États européens (sans Liechtenstein): 167 km.                                                     |
| Italie                                | 0003 km                        | 0003 km                        | 0003 km                        | Vatican                            | longeur aux Micro-États européens (sans Liechtenstein): 167 km.                                                     |
| Espagne (Ceuta)                       | 0007 km                        | 0007 km                        | 0007 km                        | Maroc                              | Longueur totale des enclaves espagnoles répertoriées. Dans la Plazas de soberanía : 17 km                           |
| Espagne (Melilla)                     | 0010 km                        | 0010 km                        | 0010 km                        | Maroc                              | Longueur totale des enclaves espagnoles répertoriées. Dans la Plazas de soberanía : 17 km                           |
| Espagne (Peñón de Vélez de la Gomera) | 0,085 km                       | 0,085 km                       | 0,085 km                       | Maroc                              | Longueur totale des enclaves espagnoles répertoriées. Dans la Plazas de soberanía : 17 km                           |
| France (Guyane)                       | 1 183 km                       | 0673 km                        | 0673 km                        | Brésil                             | 1 183 km en Amérique du Sud.                                                                                        |
| France (Guyane)                       | 1 183 km                       | 0510 km                        | 0510 km                        | Suriname                           | 1 183 km en Amérique du Sud.                                                                                        |
| France (Saint-Martin)                 | 0014 km                        | 0014 km                        | 0014 km                        | Pays-Bas (Sint Maarten)            | 14 km dans les Caraïbes.                                                                                            |
| Irlande                               | 0499 km                        | 0499 km                        | 0499 km                        | Royaume-Uni                        | 500 km au Royaume-Uni.                                                                                              |
| Espagne                               | 01,2 km                        | 001,2 km                       | 01,2 km                        | Gibraltar                          | 500 km au Royaume-Uni.                                                                                              |

## voir aussi
- Élargissement de l'Union européenne
- Espace Schengen
- Histoire de l'Union européenne